# Last Exile
Last Exile (ラストエグザイル) là một anime do hãng hoạt hình GONZO sản xuất, được công chiếu đầu tiên trên kênh truyền hình TV Tokyo từ tháng 4 đến tháng 9 năm 2003. Đây là một anime có cốt truyện mới chứ không làm lại từ manga. Hãng GONZO vốn nổi tiếng là làm những anime đẹp và có tiềm năng, và Last Exile không phải ngoại lệ. Trong suốt anime là sự kết hợp giữa nét vẽ truyền thống và kỹ thuật 3D hiện đại, khiến những cảnh bay lượn trên không trở nên vô cùng sống động. Phim được đạo diễn bởi Koichi Chigira, thiết kế nhân vật Range Murata và thiết kế biên kịch Mahiro Maeda.

## Nội dung
Tác phẩm kể về hai nhân vật chính của câu chuyện là Claus Valca và Lavie Head, một viên phi công trẻ và người hoa tiêu phụ lái vốn là bạn bè với nhau từ thuở nhỏ, và cuộc phiêu lưu của họ trên thế giới trên không Prester. Tại thế giới Prester, mặt đất đã trở nên không thể sống được, và con người phải sống trên những đỉnh núi cao chót vót tận mây xanh. Nước sạch là thứ quý nhất, và thế giới bị chia cắt bởi một rãnh gió xoáy khổng lồ gọi là Grand Stream. Hai nước Anatole and Dysis đang tham chiến trong một cuộc chiến đẫm máu và dai dẳng dưới sự giám sát của một nhóm người bí hiểm gọi là Guild. Claus và Lavie, chinh phục bầu trời trên chiếc vanship (một loại máy bay nhỏ và cơ động, không cánh) bất ngờ dấn thân vào một âm mưu liên quan đến số phận cô bé Alvis Hamilton của dòng dõi quyền quý Hamilton. Họ có nhiệm vụ đưa Alvis đến chiến hạm bí hiểm Silvana, vốn được mệnh danh là "Kẻ Diệt Chủng".

## Nhân vật

### Claus
- Tên: Claus Valka
- Tuổi: 15
- Nghề nghiệp: Phi công vanship
- Lý lịch: Ở thế giới Prester, con người sống giữa mây và máy bay vanship là phương tiện vận chuyển tốt nhất. Mỗi chiếc vanship cần một phi công và một hoa tiêu để lái. Cha của Claus và cha của Lavie từng là những tay lái vanship rất giỏi. Họ được giao nhiệm vụ mang thư cầu hòa để đem lại hòa bình cho thế giới Prester, nhưng họ đã thất bại khi cố gắng bay qua Grand Stream, và chẳng bao giờ trở về. Claus và Lavie dựa vào nhau để sống, và ước mơ của 2 cô cậu là thực hiện được điều mà cha họ chưa thể làm được: bay qua Grand Stream. Claus rất có khiếu phi công và từ nhỏ đã có thể làm được những động tác bay khó thực hiện như là động tác vòng quay Immelmann. Hiện cậu bé Claus đang làm việc giao nhận hàng cho hãng vận chuyển hàng không Norkia Vanship Union.

### Lavie
- Tên: Lavie Head
- Tuổi: 15
- Nghề nghiệp: Hoa tiêu vanship
- Lý lịch: Lavie là bạn từ thời thơ ấu của Claus. Sau khi bố mẹ của cả hai đều qua đời, Lavie kiêm cả nhiệm vụ nội trợ và nấu ăn cho Claus. Cô cũng là máy trưởng kiêm hoa tiêu dẫn đường của Claus.

### Alvis
- Tên:
- Tuổi:
- Nghề nghiệp:
- Lý lịch:

### Alex
- Tên:
- Tuổi:
- Nghề nghiệp: Hạm trưởng chiến hạm Silvana
- Lý lịch:

### Sophia
- Tên: Sophia Forrester (ソフィア・フォレスター, Sofia Foresutā)
- Tuổi: 19
- Nghề nghiệp: Phó hạm trưởng chiến hạm Silvana
- Lý lịch:

Sophia Forrester là phó hạm trưởng của chiến hạm Silvana. Cô tốt nghiệp từ trường đại học sĩ quan Anatoray Officer's Academy và cùng với Vincent Alzey, là những người hiếm hoi mà Alex có thể tin tưởng và cô thường được Alex giao trọng trách lãnh đạo chiến hạm Silvana mỗi khi hạm trưởng Alex đi vắng.

### Tatiana
- Tên: Tatiana Wisla (タチアナ・ヴィスラ, Tachiana Visura?)
- Tuổi: 17
- Nghề nghiệp: Phi công Vanship
- Lý lịch: Tatiana Wisla là một ách (ace) phi công vanship của chiếm hạm Silvana, nổi tiếng về tài nghệ điêu luyện khi cầm lái cũng như khi chiến đấu giáp lá cà (dogfighting)

### Dio
- Tên:
- Tuổi:
- Nghề nghiệp:
- Lý lịch:

## Tập phim
- First Move
- Luft Vanship
- Transpose
- Zugzwang
- Positional Play
- Arbiter Attack
- Interesting Claus
- Take Back
- Calculate Alex
- Swindle
- Develop
- Discovered Attack
- Isolated Pawn
- Etude Lavie
- Fairy Chess
- Breakthrough
- Making Material
- Promotion Sophia
- Sicilian Defense
- Grand Stream
- Rook Dio
- Queen Delphine
- Castling Lucciola
- Sealed Move
- Quiet Move
- Resign

Tên của các tập phim được đặt dựa theo các nước đi của môn cờ vua.

## Âm nhạc
- Bài hát mở đầu: "Cloud Age Symphony" do nam ca sĩ Shuntaro Okino trình bày.
- Bài hát kết thúc: "Over The Sky" do nữ ca sĩ Hitomi Kuroishi trình bày.